# Desperado (film)
Pour les articles homonymes, voir Desperado.
Série El Mariachi
El Mariachi
(1992) Il était une fois au Mexique... Desperado 2
(2003)
Pour plus de détails, voir Fiche technique et Distribution.
Desperado est un film américano-mexicain écrit et réalisé par Robert Rodriguez, sorti en 1995.
Suite d'El Mariachi (1992), Desperado sera suivi par Il était une fois au Mexique... Desperado 2 (2003), qui clôturera la trilogie El Mariachi.

## Synopsis
Au nord du Mexique, le guitariste et chanteur sans nom El Mariachi vit paisiblement, jusqu'au jour où sa bien-aimée est assassinée par Bucho, un trafiquant de drogue. Bien décidé à se venger, il part avec un étui à guitare rempli d'armes à feu pour retrouver ce dernier, quitte à laisser derrière lui les cadavres de ceux qui tentent de lui barrer la route...

## Fiche technique
Sauf indication contraire, les informations mentionnées dans cette section peuvent être confirmées par la base de données cinématographiques IMDb,  présente dans la section « Liens externes ».
- Titre original, français et québécois : Desperado
- Réalisation et scénario : Robert Rodriguez
- Musique : Los Lobos et Tito Larriva[1]
- Direction artistique : Felipe Fernández del Paso
- Décors : Cecilia Montiel
- Costumes : Graciela Mazón
- Photographie : Guillermo Navarro
- Son : Mark Ulano, Sergio Reyes, B. Tennyson Sebastian III
- Montage : Robert Rodriguez
- Production : Robert Rodriguez et Bill Borden

Coproduction : Elizabeth Avellan et Carlos Gallardo
- Sociétés de production[2] : Los Hooligans Productions avec la participation de Columbia Pictures
- Sociétés de distribution : Columbia Pictures (États-Unis), Columbia TriStar Films (France)
- Budget : 7 millions de dollars[3]
- Pays de production :  États-Unis,  Mexique
- Langues originales : anglais, espagnol
- Format[4] : couleur (Technicolor) - 35 mm - 1,85:1 (Panavision) - son Dolby stéréo SR | SDDS
- Genre : action et thriller
- Durée : 104 minutes
- Dates de sortie[5] :
  - États-Unis : 25 août 1995
  - France : mai 1995 (festival de Cannes) ; 27 septembre 1995 (sortie nationale)
  - Belgique : 11 octobre 1995
- Classification[6] :
  -  États-Unis : R – Restricted (les enfants de moins de 17 ans doivent être accompagnés d'un adulte)
  -  Mexique : C (adultes de 18 ans ou plus seulement, contenu généralement plus intensif)[réf. nécessaire]
  -  France : interdit aux moins de 12 ans[7]

## Distribution
- Antonio Banderas (VF : Pierre-François Pistorio) : El Mariachi
- Salma Hayek (VF : Élisabeth Fargeot) : Carolina
- Joaquim de Almeida (VF : Thierry Mercier) : Bucho / César
- Danny Trejo : Navajas
- Cheech Marin (VF : Christian Pelissier) : le barman
- Steve Buscemi (VF : Jean-François Vlérick) : Buscemi
- Carlos Gómez (VF : Lionel Henry)  : le bras droit
- Quentin Tarantino (VF : Franck Capillery) : un client du bar
- Carlos Gallardo (en) : Campa
- Albert Michel Jr. : Quino
- Angel Aviles : Zamira
- Peter Marquardt (en) : Moco (non crédité)
- Enrique Iglesias : l'un des trois tueurs à gage à la recherche d'El Mariachi (non crédité)
- Tito Larriva : Tavo
- Consuelo Gómez : Dominó, première compagne de El Mariachi (non crédité)

## Production

### Genèse du projet
Après le succès de son premier film El Mariachi, Robert Robriguez se voit confier un budget de 7 millions de dollars, alors qu'il n'avait que 7 000 $ pour le premier. Desperado est la suite d’El Mariachi, l'histoire se déroulant après les événements du premier film — la scène finale du premier film sera retournée à l'identique afin d'inclure un flashback de son passé et d'assurer la continuité.
Le scénario était d'abord intitulé El Pistolero, pour mieux rappeler El Mariachi. Mais le studio demanda un autre titre.

### Attribution des rôles
Antonio Banderas reprend le rôle du Mariachi, deux ans après Carlos Gallardo, qui reste cependant producteur du film. Banderas chante lui-même les chansons du films, notamment le générique Cancion Del Mariachi, et joue lui-même de la guitare.
Jennifer Lopez a été auditionnée pour le rôle de Carolina, mais c'est Salma Hayek qui a été choisie. Cette dernière a été plus ou moins révélée par le téléfilm Roadracers, déjà réalisé par Robert Rodriguez un an plus tôt.
Certains acteurs d'El Mariachi sont présents dans ce film, comme Carlos Gallardo. Certains reprennent le même rôle.
Le réalisateur Quentin Tarantino, ami de Rodriguez, fait une apparition remarquée, dans la scène du bar, où il fait une longue blague en monologue. Ils collaboreront ensuite à plusieurs reprises sur leurs films respectifs.
Raúl Juliá devait jouer Bucho, le méchant. L'acteur étant mort le 24 octobre 1994, peu de temps avant le début du tournage, le rôle revient à Joaquim de Almeida.
Steve Buscemi joue un personnage appelé Buscemi car dès l'écriture du scénario, Robert Rodriguez avait l'acteur en tête.
De nombreux acteurs de ce film, comme Antonio Banderas, Salma Hayek ou encore Cheech Marin, débutent ici une longue collaboration de plusieurs films avec Robert Rodriguez.

### Tournage
Comme El Mariachi, le film a été tourné au Mexique, dans la ville de Ciudad Acuña dans l'État de Coahuila.

### Bande originale
Bandes originales par Robert Rodriguez
Groom Service
(1995) Une nuit en enfer
(1996)
La bande originale est principalement interprétée par les groupes chicanos Los Lobos et Tito & Tarantula. L'album contient également des titres d'artistes de renom comme Dire Straits ou Carlos Santana.

### Liste des titres
1. Morena de Mi Corazón (Los Lobos et Antonio Banderas)  2:06
2. Six Blade Knife (Dire Straits)  4:34
3. Jack the Ripper (Link Wray)  2:31
4. Manifold de Amour (Latin Playboys)  2:03
5. Forever Night Shade Mary (Latin Playboys)  3:00
6. Pass the Hatchet (Roger & The Gypsies)  3:00
7. Bar Fight (Los Lobos)  1:54
8. Strange Face of Love (Tito & Tarantula)  5:51
9. Bucho's Gracias/Navajas Attacks (Los Lobos)  3:56
10. Bulletproof (Los Lobos)  1:42
11. Bella (Carlos Santana)  4:29
12. Quedate Aqui (Salma Hayek)  2:05
13. Rooftop Action (Los Lobos)  1:36
14. Phone Call (Los Lobos)  2:16
15. White Train (Showdown) (Tito & Tarantula)  5:57
16. Back to the House That Love Built (Tito & Tarantula)  4:41
17. Let Love Reign (Los Lobos)  3:22
18. Mariachi Suite (Los Lobos)  4:22

## Accueil

### Accueil critique
Aux États-Unis, le film a reçu un accueil critique généralement favorable. Sur Metacritic, il obtient un score de 55⁄100 sur la base de 18 critiques ainsi qu'un score de 8,8⁄10 basé sur 224 évaluations de la part du public. Sur l'agrégateur américain Rotten Tomatoes, il a reçu un accueil critique favorable, recueillant 63 % de critiques positives, avec une moyenne de 6,48⁄10 sur la base de 27 critiques positives et 16 négatives.

### Box-office
Produit pour 7 millions de dollars, le film récolte plus de 25 millions de dollars rien que sur le sol américain,. À l'international, il rapporte 32 millions de dollars, pour un cumul de 58 millions de dollars au box-office mondial,.
| Pays ou région            | Box-office                      | Date d'arrêt du box-office | Nombre de semaines |
| ------------------------- | ------------------------------- | -------------------------- | ------------------ |
| États-Unis (1er week-end) | 7 910 446 $                     | du 25 au 27 août 1995      | -                  |
| États-Unis                | 25 405 445 $                    | 24 septembre 1995          | 5                  |
| France Paris              | 420 101 entrées 132 438 entrées | -                          | -                  |

## Distinctions
Entre 1995 et 1996, Desperado est sélectionné 6 fois dans diverses catégories et obtient 1 récompense.

### Récompenses
- Yoga Awards 1996 : Yoga Award du pire réalisateur étranger décerné à Robert Rodriguez

### Nominations
- Festival de Cannes 1995 : nomination longs métrages - hors-compétition pour Robert Rodriguez
- Stockholm Film Festival 1995 : nomination au Cheval de bronze
- Academy of Science Fiction, Fantasy and Horror Films / Saturn Awards 1996 : meilleure actrice dans un second rôle pour Salma Hayek
- Chicago Film Critics Association Awards 1996 : actrice la plus prometteuse pour Salma Hayek
- MTV Movie Awards 1996 : meilleur baiser pour Salma Hayek et Antonio Banderas

## Clin d'œil
Dans son film Hypnotic (2023), Robert Rodriguez rend hommage à son propre film. Au début du long métrage, l'un des convoyeurs de fonds commence à raconter à un collègue la blague de l'homme dans un bar, comme le fait Quentin Tarantino dans Desperado (1995).